# Roberto Morrione
Roberto Morrione (Roma, 4 giugno 1941 – Roma, 20 maggio 2011) è stato un giornalista italiano.

## Biografia
Nel 1962 entrò in RAI come giornalista della redazione di RT Rotocalco Televisivo, diretto da Enzo Biagi. Passò poi a TV7, per poi passare nel 1969 al Telegiornale unico che, nel 1976, sarebbe diventato TG1: lì rimase ed assunse nel 1983 il ruolo di caporedattore della cronaca (direttore Nuccio Fava), dove restò per sette anni (1983-1990), diventando un protagonista nella realizzazione di tutte le edizioni del telegiornale e allevando una redazione di giornalisti destinati a brillanti carriere professionali. Nel 1990 incaricò Ennio Remondino di curare un'inchiesta, che all'epoca destò molto scalpore, sui finanziamenti che la CIA avrebbe garantito alla loggia P2. L'inchiesta (trasmessa tra il 28 giugno e il 2 luglio) provocò l'immediata reazione dell'ambasciatore USA in Italia. Il Presidente Francesco Cossiga ne informò il governo. Il TG1 ritenne di confermare la veridicità delle proprie tesi.
Nel 1991 Morrione diventò il vicedirettore del TG1 ma senza incarichi operativi e, in seguito, mantiene il ruolo di vicedirettore passando al TG3, dove inventò la formula delle copertine dell'edizione delle 19 e curò la rassegna stampa serale. Nel 1993 fu condirettore al TG2 con Paolo Garimberti.
Passa nel 1994 a dirigere Televideo e nel 1996 Rai Internazionale, portando l'Italia e la RAI in milioni di case nei quattro continenti extraeuropei, alla pari con i grandi broadcaster pubblici europei, quali l'inglese BBC, la francofona TV5, la tedesca Deutsche Welle, la spagnola TVE Internacional e la portoghese RTP Internacional.
Nell'aprile 1999 fondò Rai News 24 insieme a Michele Mezza, il primo canale all news del servizio pubblico prodotto interamente in digitale, che diresse con crescenti successi fino al 2006 quando andò in pensione dalla Rai per raggiunti limiti di età. In quegli anni a Rai News 24 Morrione costituì un gruppo di giornalisti investigativi che realizzarono una serie di inchieste coraggiose e originali, tra cui “Fallujah. La strage nascosta” sull'uso del fosforo bianco a Falluja, firmata da Sigfrido Ranucci, che porterà la fama di Rai News 24 a livello internazionale. Dopo la pensione, cominciò a collaborare con don Luigi Ciotti e diventò direttore di LiberaInformazione, osservatorio sull'informazione per la legalità e contro le mafie, impegnandosi fortemente nelle battaglie antimafia e nella formazione di giovani redattori del sociale.
Nel corso della sua carriera Morrione ha ricoperto numerosi incarichi nel sindacato dei giornalisti e nell'ordine professionale ed ha avuto per due mandati l'incarico di commissario straordinario del Teatro dell'Opera di Roma.
Muore il 20 maggio 2011 a Roma per un tumore.
Poco dopo la sua morte, su iniziativa di amici, colleghi e familiari, nell'ambito del Premio Ilaria Alpi e con il decisivo sostegno della Rai, viene istituito il premio annuale "Premio Roberto Morrione per il giornalismo investigativo".